# Puhja (plaats)
Puhja (Duits: Kawelecht) is een plaats in de Estlandse gemeente Elva, provincie Tartumaa. De plaats heeft de status van groter dorp of ‘vlek’ (Estisch: alevik) en telt 859 inwoners (2021).
De plaats was tot in oktober 2017 de hoofdplaats van de gemeente Puhja. In die maand ging Puhja op in de gemeente Elva.
Puhja ligt aan de Põhimaantee 92, de weg van Tartu naar Kilingi-Nõmme.

## Geschiedenis
Puhja was het centrum van het kerspel Kawelecht, dat ontstond rondom een kerk, de Puhja Dionysiuse kirik, gewijd aan Sint-Dionysius, die in 1397 voor het eerst werd genoemd. De kerk kreeg aan het eind van de 15de eeuw haar huidige gedaante. Het is de enige kerk in Zuid-Estland waar een laatgotisch stergewelf bewaard is gebleven. Het landgoed waartoe Puhja behoorde heette in het Estisch Kavilda.
De plaats werd in 1418 voor het eerst genoemd onder de naam Puyen.
Karakteristieke gebouwen in Puhja zijn een (onttakelde) windmolen uit 1893 en het in hout opgetrokken voormalige gemeentehuis, gereedgekomen in 1910.

## Foto's

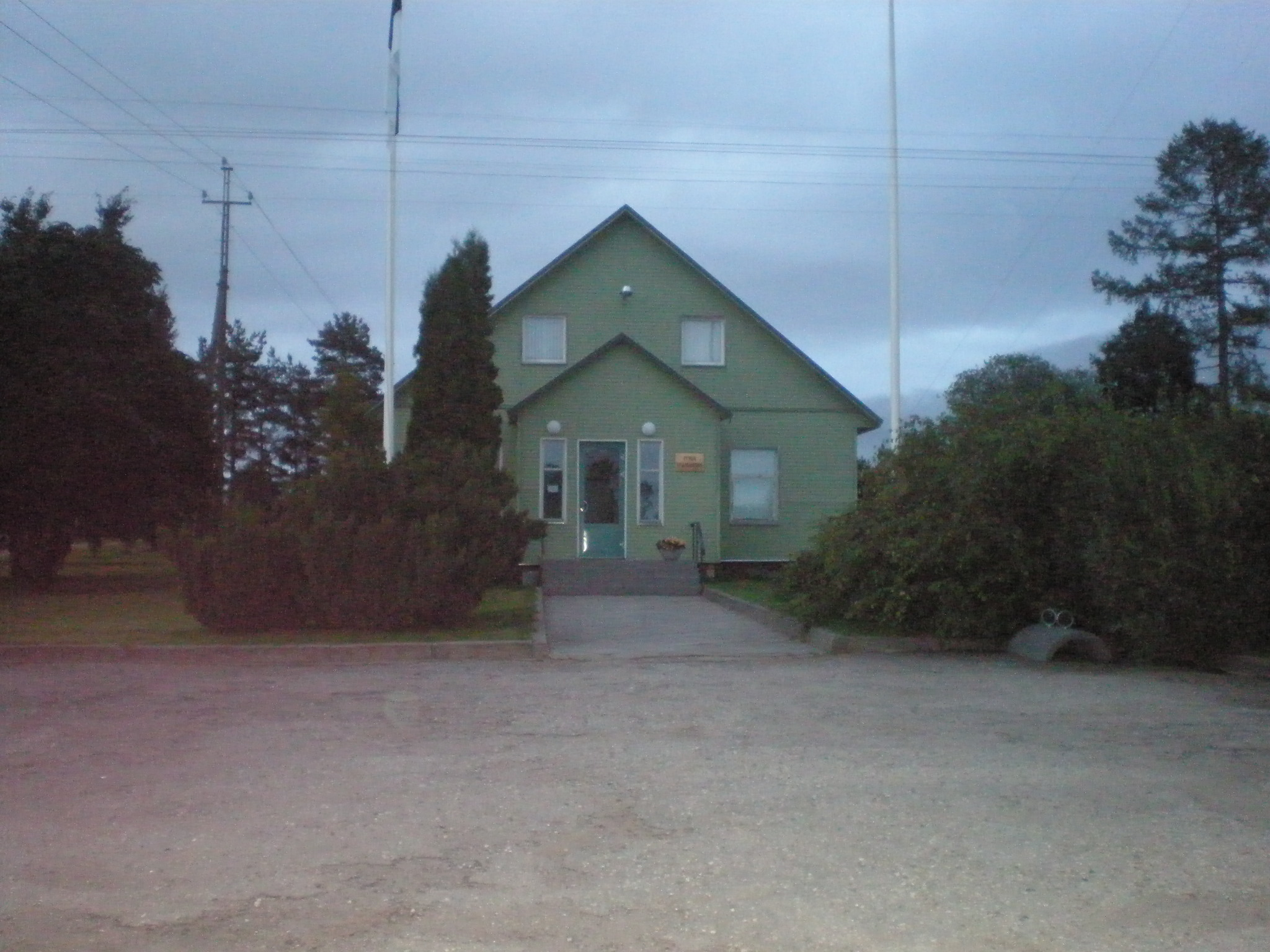
Het voormalige gemeentehuis
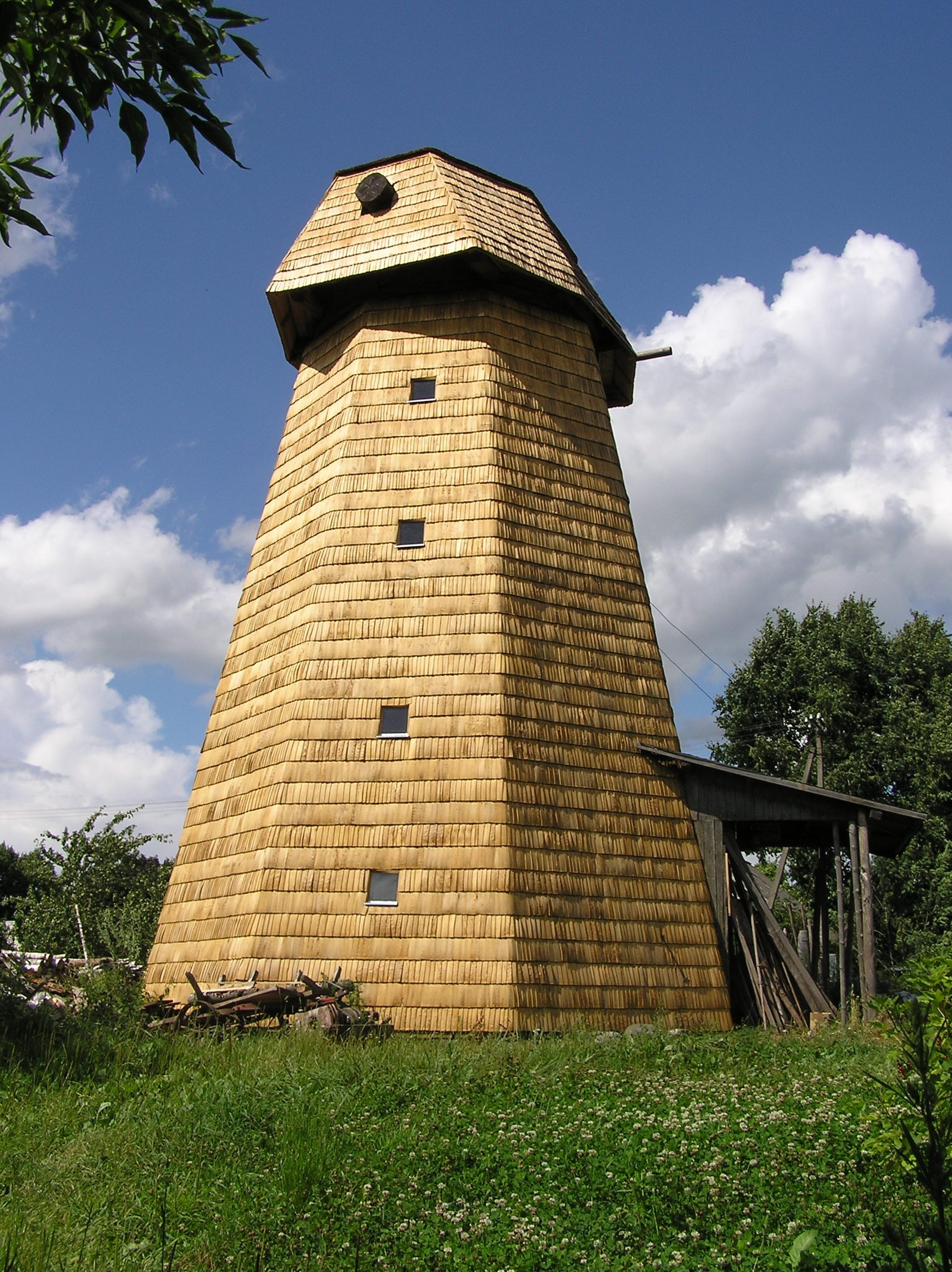
De windmolen Koni
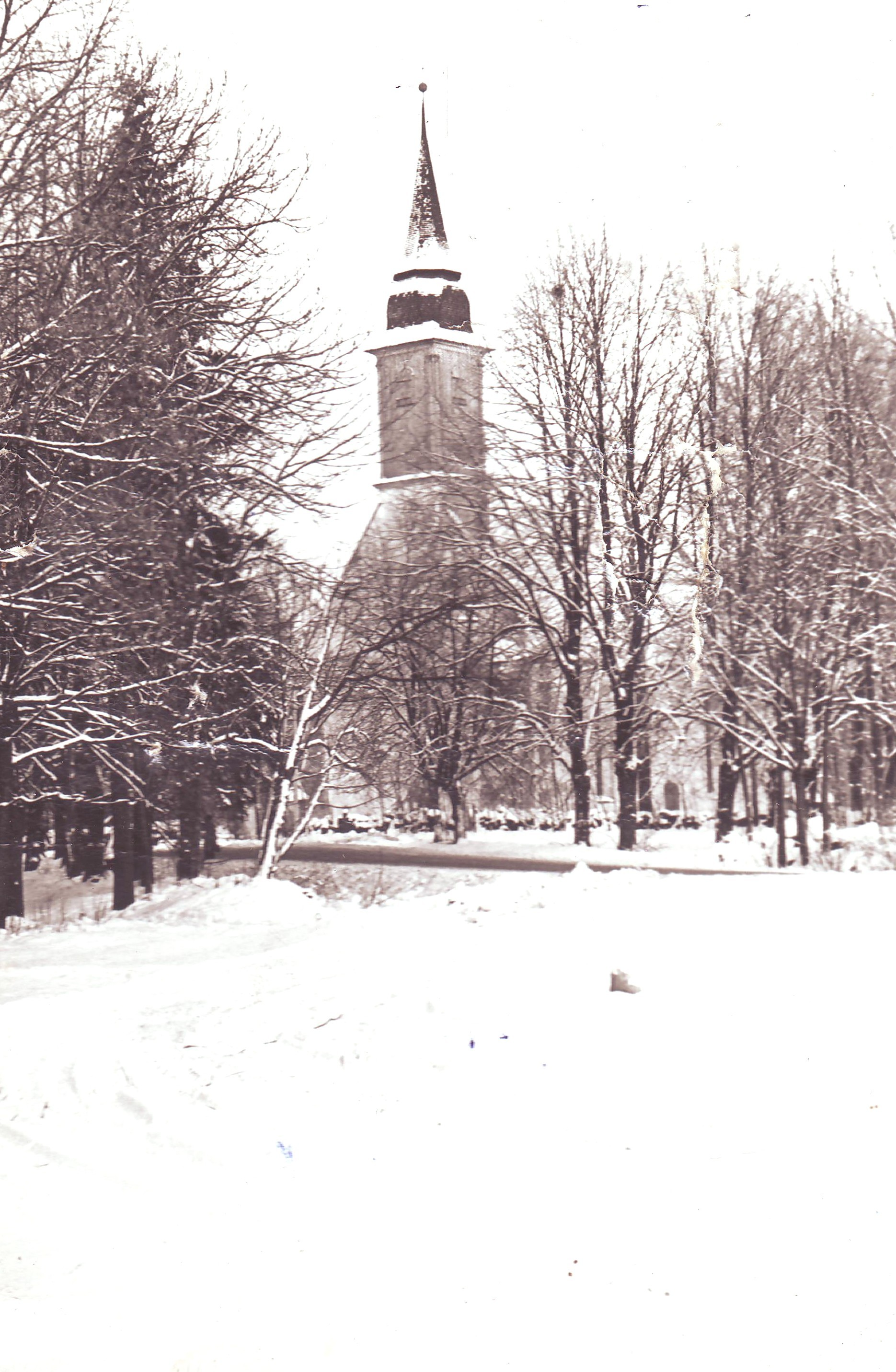
De kerk in de jaren zeventig van de 20e eeuw
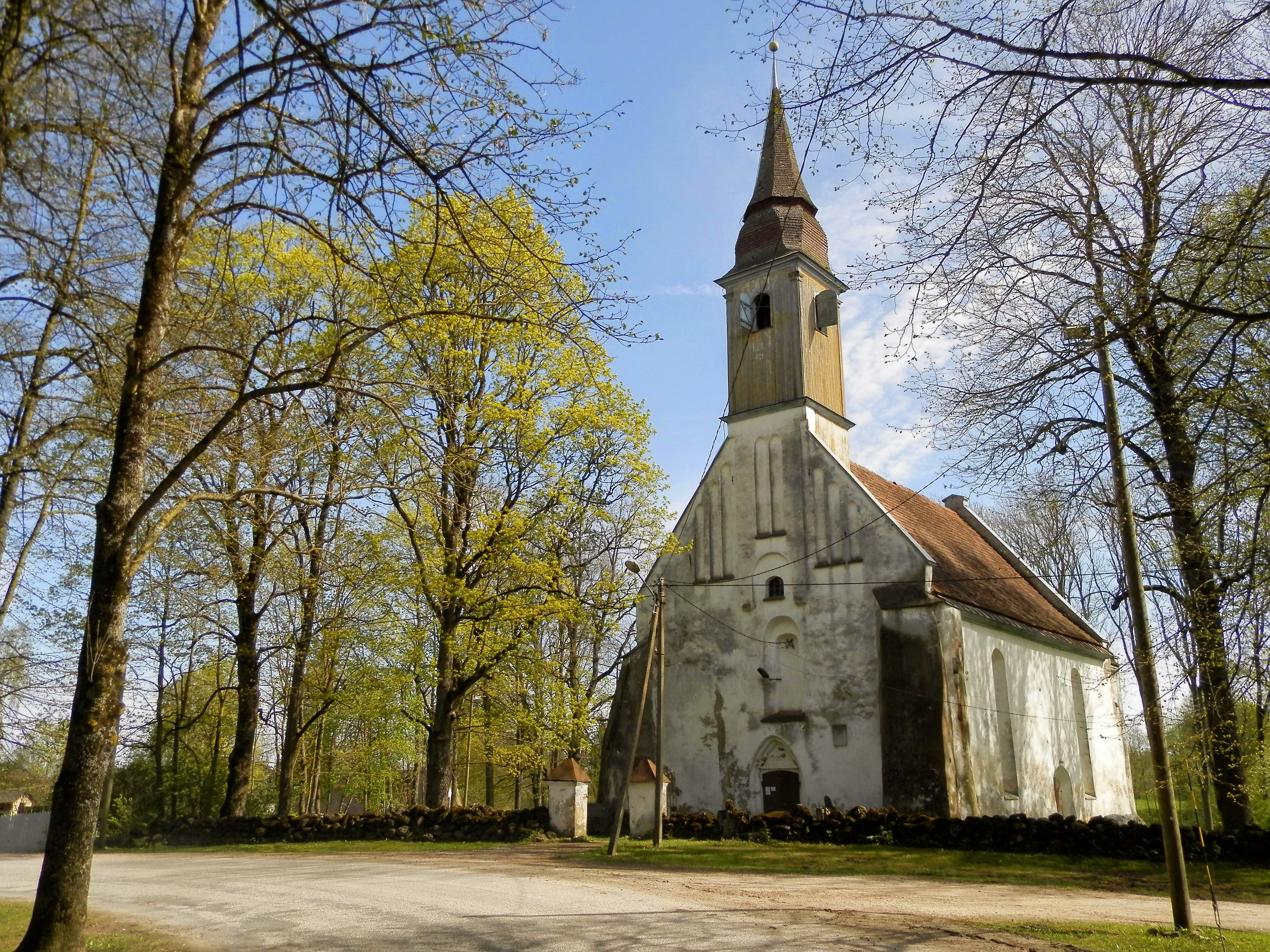
De kerk in 2015
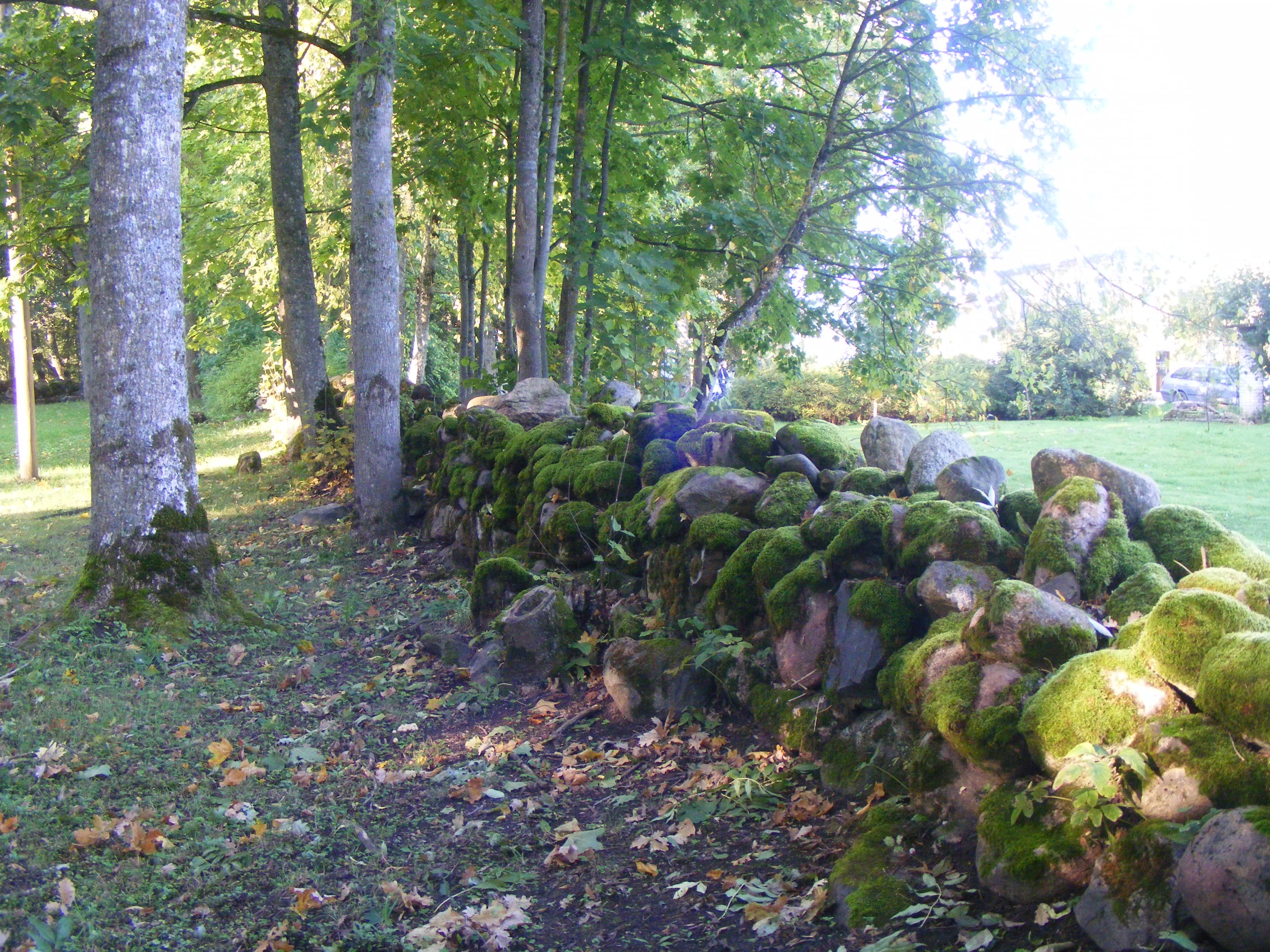
Muurtje om de kerk heen
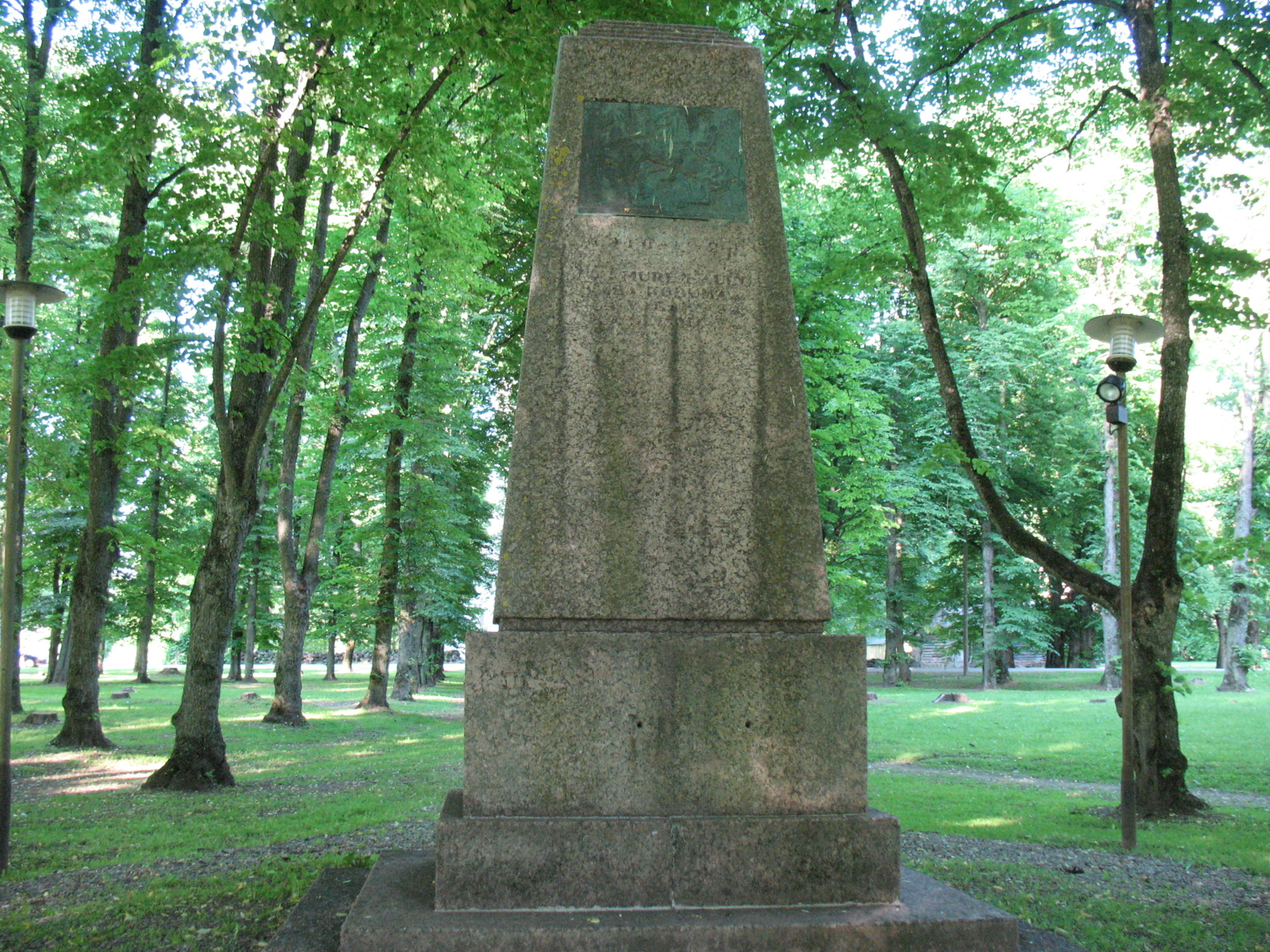
Monument voor de Estische onafhankelijk-heidsoorlog